# 安比盧貝區
安比盧貝區，是馬達加斯加的行政區，位於該國北部，由第亞那區負責管轄，首府設於安比盧貝，面積7,714平方公里，2011年人口204,804，人口密度每平方公里27人。